# Кару
32°16′ пд. ш. 22°19′ сх. д. / 32.27° пд. ш. 22.31° сх. д.

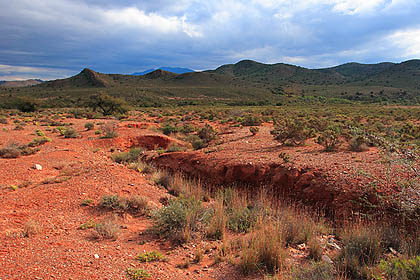
Кару

Кару́ (англ. Karoo від спотвореного готтентотського karusa — сухий, безплідний) — загальна назва напівпустельних плато і міжгірних впадин в Південній Африці, головним чином в ПАР, що лежать на південь від ріки Оранжева. Складені пісковиками і сланцями, які пронизані численними інтрузіями.

## Географія
Розрізняють:
- Мале Кару — поздовжню долину в Капських горах (висота 300—600 м);
- Велике Кару — впадину між Капськими горами і Великим Уступом (висота 450—750 м);
- Верхнє Кару — плато між Великим Уступом і річкою Оранжева (висота 1000—1500 м).

## Клімат
Сухий субтропічний клімат (опадів менше 400 мм на рік); характерні тимчасові водотоки.

## Флора
Розріджена чагарникова рослинність, ділянки злакових степів. Флора Кару має багато унікальних та оригінальних за формою видів, таких як Brunsvigia bosmaniae. З цього регіону походять популярні кімнатні та садові декоративні рослини: Euphorbia obesa, Drosanthemum floribundum, Lithops localis. Випас овець призвів до ерозії та заміні трав на неїстівні чагарники Rhigozum trichotomum, Chrysocoma ciliate, Acacia karroo.

## Галерея

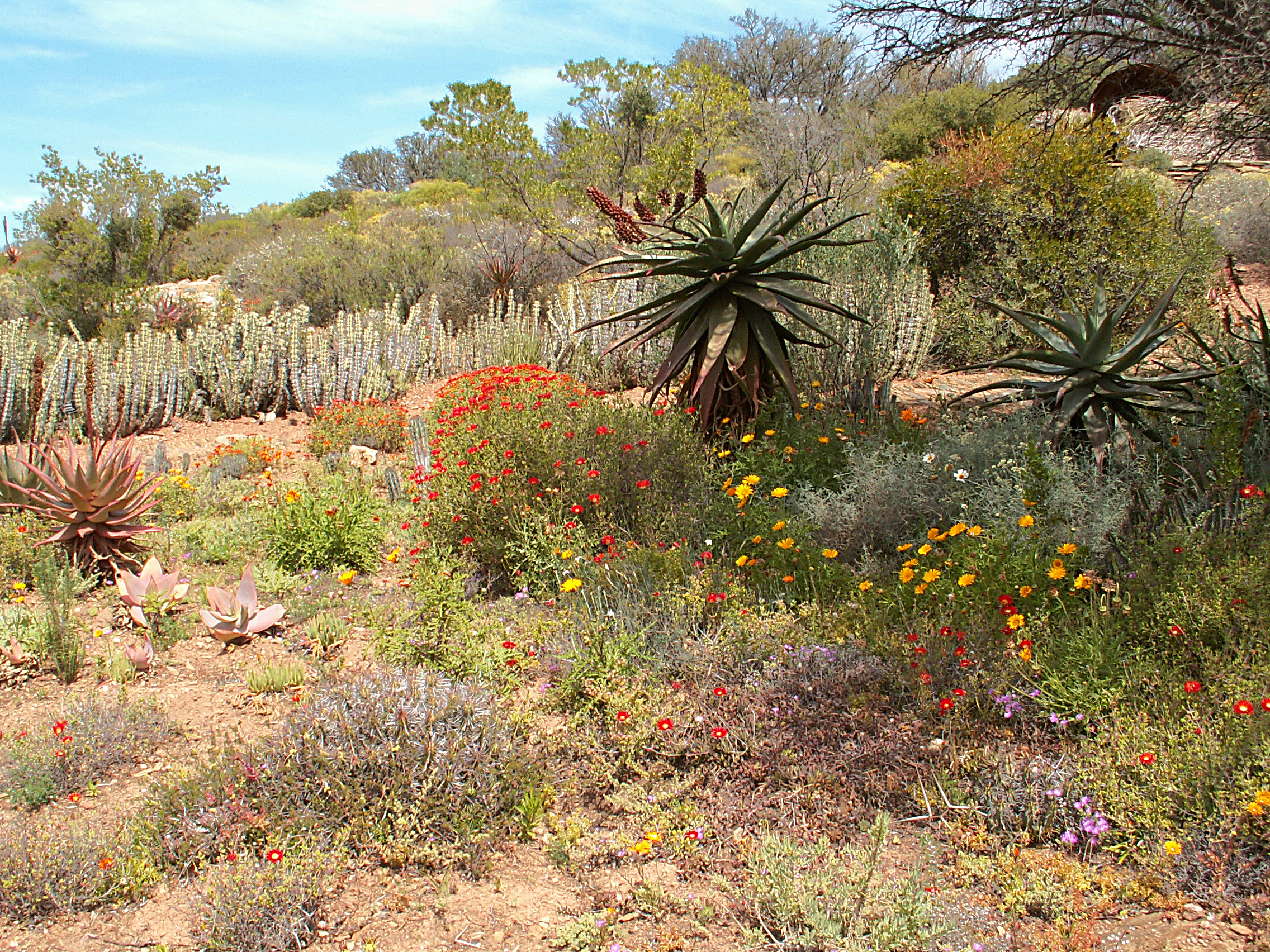
Флора Кару
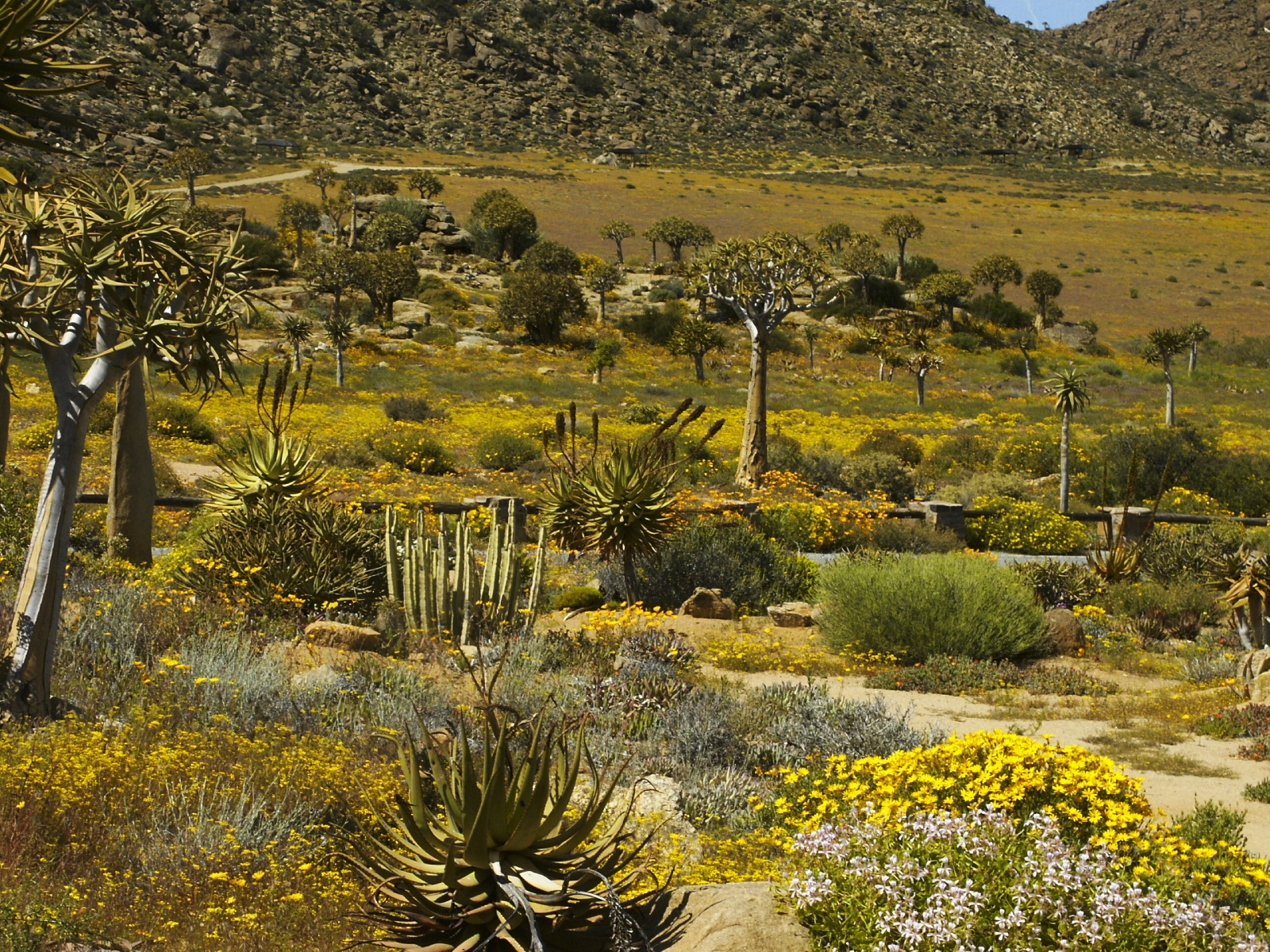
Весна в пустелі
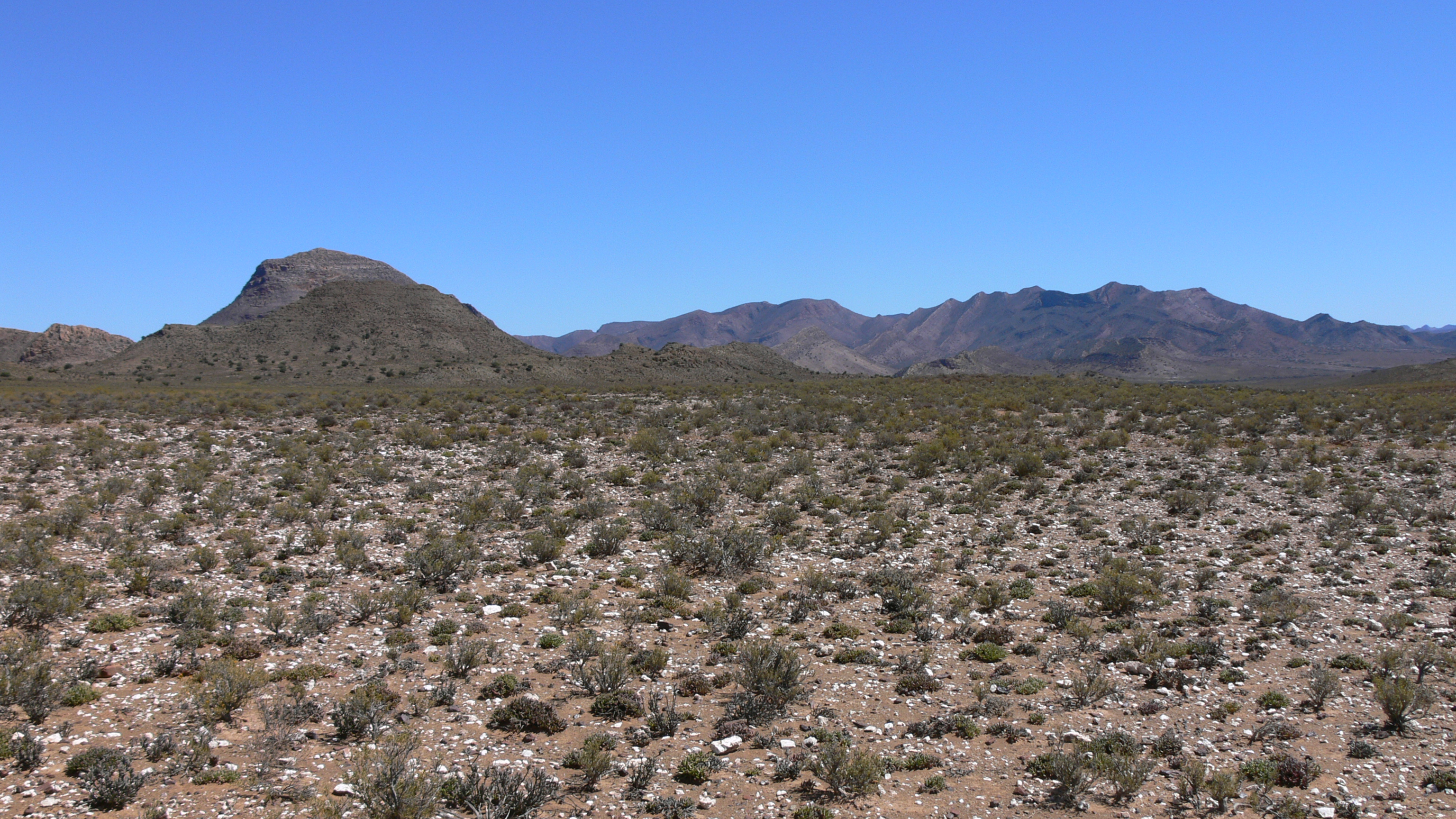
Типовий вигляд пустелі
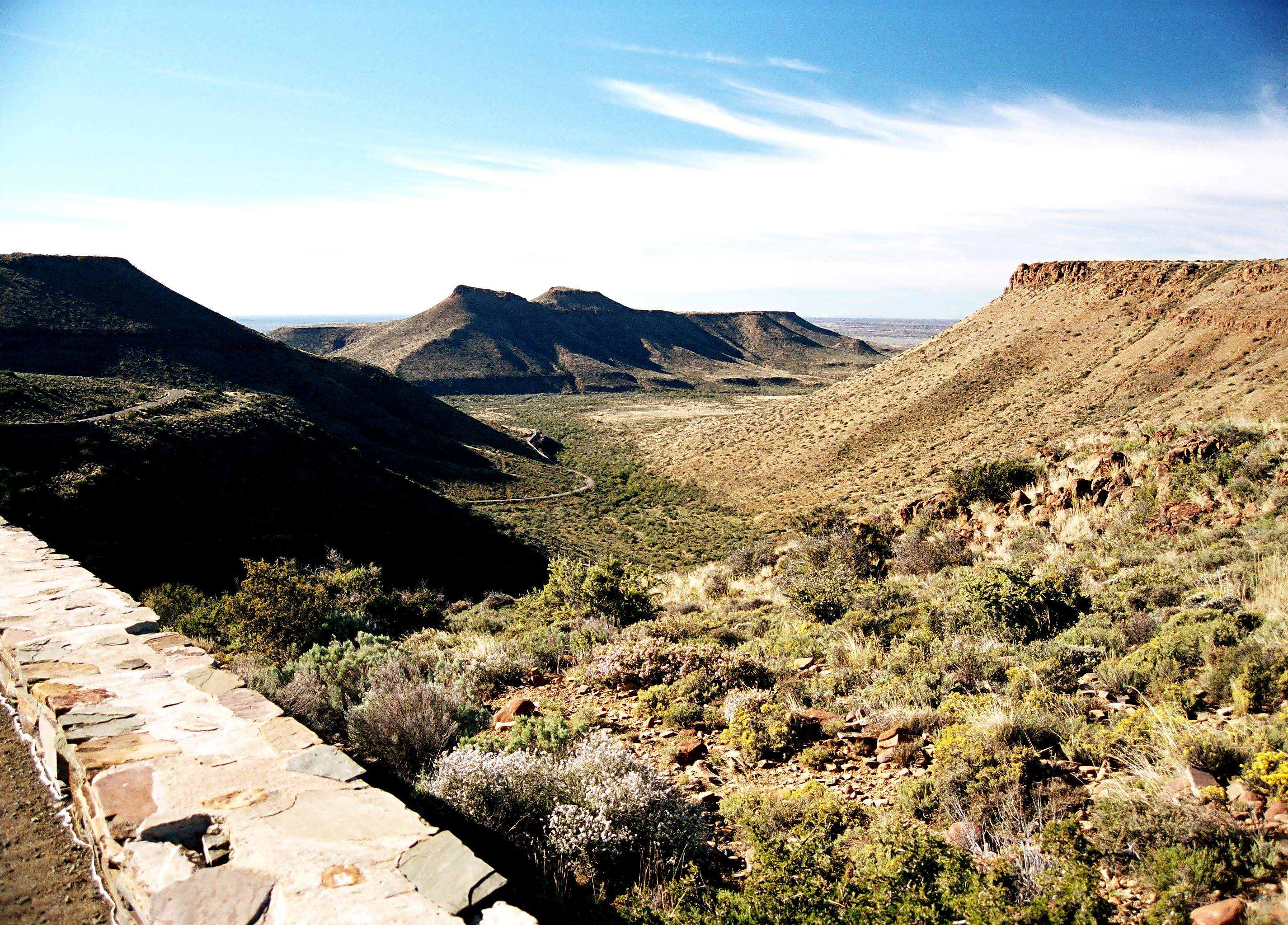
Вид з Великого Уступу